# 梅伊庫特
梅伊庫特是匈牙利的城鎮，位於該國南部，距離巴喬爾馬什11公里，由巴奇-基什孔州負責管轄，面積123.5平方公里，2011年人口5,196，其中約八成居民信奉天主教。